# Решетняк, Виталий Кузьмич
Виталий Кузьмич Решетняк (26 мая 1946 год — 8 сентября 2019 год) — советский и российский патофизиолог, член-корреспондент РАМН (2007), член-корреспондент РАН (2014).
Заместитель директора НИИ общей патологии и патофизиологии, директор федерального государственного учреждения «Учебно-научный медицинский центр» (Москва).
Скончался 8 сентября 2019 года. Похоронен на Кунцевском кладбище в Москве (колумбарий 11, секция 2).

## Награды
- Заслуженный деятель науки Российской Федерации (2006)[2]